# Stea hoinară albastră

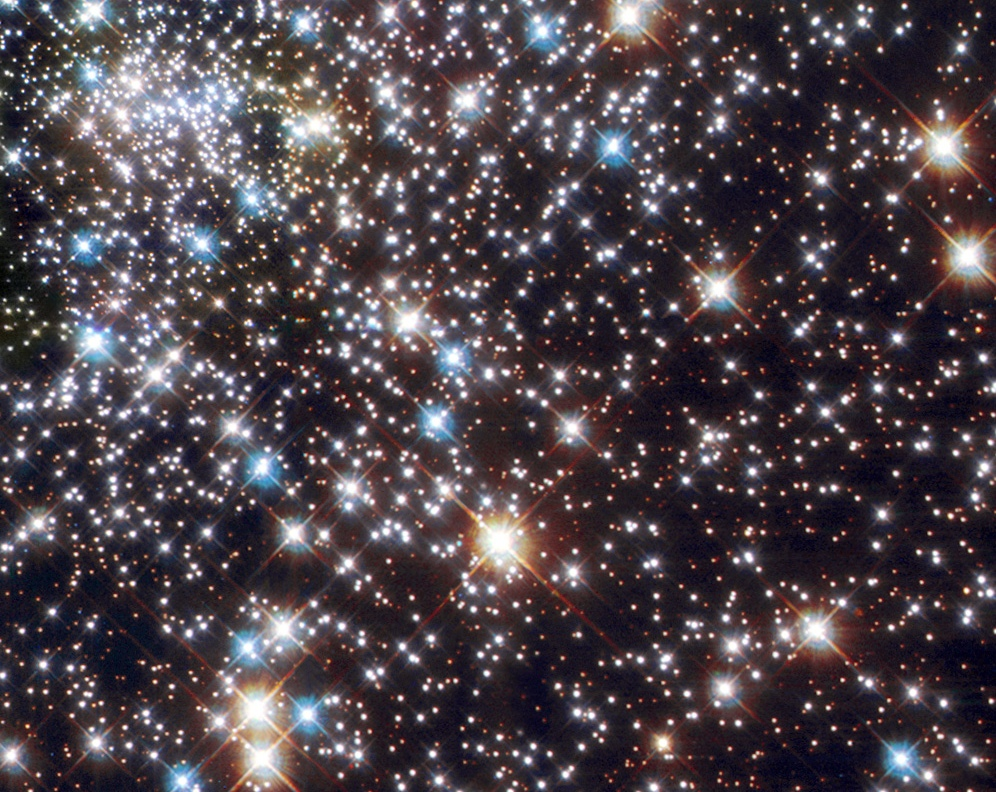
imagine a galaxiei NGC 6397 luată de Telescopul Spațial Hubble, în care se văd stele hoinare albastre

Stelele hoinare albastre sunt stele de secvență principală din clustere deschise sau globulare care sunt mult mai luminoase și albastre decât stelele de secvență principală de la marginea clusterului. 